# Совет народных депутатов города Ковров
Совет народных депутатов города Ковров - муниципальный орган представительной власти в Коврове. Состоит из 30 депутатов (в данное время из 28 депутатов).

## Председатель Совета народных депутатов города Ковров
Председателем Совета народных депутатов города Коврова VII созыва является Анатолий Зотов.

## Состав
Действующий седьмой созыв депутатов был сформирован в результате выборов, прошедших 8 сентября 2019 года.
Округ № 1 Александров Михаил Викторович
Округ № 2 Рагимов Сарван Таптыг-оглы
Округ № 3 -
Округ № 4 Шубин Александр Александрович
Округ № 5 Меланьина Елена Алексеевна
Округ № 6 Гусев Алексей Викторович
Округ № 7 -
Округ № 8 Багаева Татьяна Александровна
Округ № 9 Рябиков Роман Вадимович
Округ № 10 Некрасов Андрей Николаевич
Округ № 11 Климович Альбина Васильевна
Округ № 12 Рынза Алексей Владимирович
Округ № 13 Гуржов Сергей Викторович
Округ № 14 Парциков Сергей Павлович
Округ № 15 Шилов Владимир Николаевич
Округ № 16 Клочкова Елена Викторовна
Округ № 17 Мочалов Дмитрий Николаевич
Округ № 18 Храпкова Светлана Валерьевна
Округ № 19 Кашицын Сергей Владимирович
Округ № 20 Корепанова Ольга Николаевна
Округ № 21 Иголкина Ирина Владимировна
Округ № 22 Базунов Дмитрий Сергеевич
Округ № 23 Исаева Ирина Викторовна
Округ № 24 Наганов Павел Андреевич
Округ № 25 Матанкин Валерий Владимирович
Округ № 26 Кирьянов Сергей Николаевич
Округ № 27 Семёнов Игорь Александрович
Округ № 28 Зотов Анатолий Владимирович
Округ № 29 Клеветов Денис Викторович
Округ № 30 Розенков Михаил Алексеевич